# Misanteca latifolia
Misanteca latifolia là loài thực vật có hoa trong họ Nguyệt quế. Loài này được (A.C. Sm.) Lundell miêu tả khoa học đầu tiên năm 1969.